# Aurvandil
Pour les articles homonymes, voir Earendel (homonymie).
Les noms Aurvandil (vieux norrois) ou Earendel (vieil anglais) sont des mots apparentés de patronymes germains, prolongeant un mot composé proto-germanique venant de *Auziwandilaz « marcheur lumineux », désignant probablement à l'origine, le nom d'une étoile ou une planète, sans doute l'étoile du matin (Eosphoros). Selon Richard Hinckley Allen (Star Names, their Lore and Meaning), l'étoile se confond avec Rigel, l'« orteil » d'Orion, liant Aurvandil au géant marcheur nocturne.
En tant que nom allemand, Auriwandalo est attesté en tant que prince lombard. Une version latinisée, Horvandillus désigne le père de Amleth (le Hamlet de Shakespeare) dans la  Geste des Danois du Saxo Grammaticus. Orentil (Erentil) est le héros d'un poème médiéval homonyme écrit en ancien haut allemand. Il est le fils d'un certain Eigel de Trèves et a de nombreuses aventures en Terre Sainte. La variante en vieux norrois apparaît dans un contexte purement mythologique, reliant le nom à l'étoile. La seule mention en vieil anglais (Earendel) qui ait été découverte, ne fait référence qu'à l'étoile.

## Sources
- (en) Cet article est partiellement ou en totalité issu de l’article de Wikipédia en anglais intitulé « Aurvandil » (voir la liste des auteurs).